# Дог-скутеринг

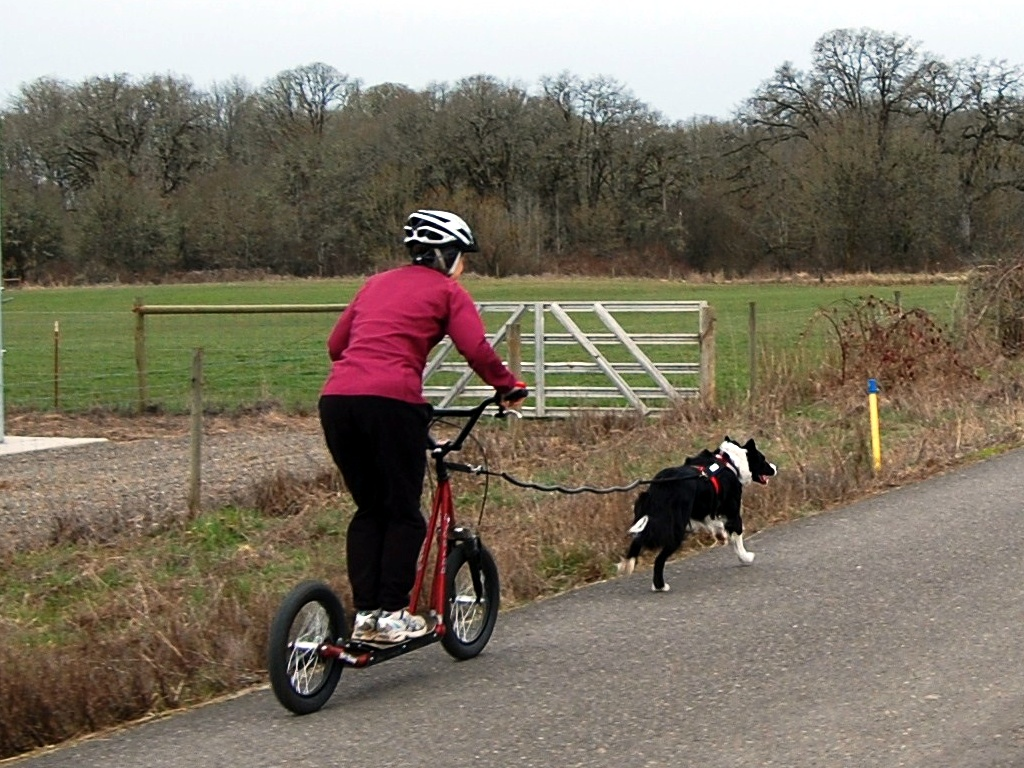
Спортсменка на самокате с собакой

Дог-скутеринг (англ. Dog scootering) или Собакатство — одна из бесснежных дисциплин ездового спорта (драйленда),  в которой собака тянет за собой спортсмена передвигающегося на  самокате (англ. scooter), созданном для передвижения по пересечённой местности. 

## Самокат

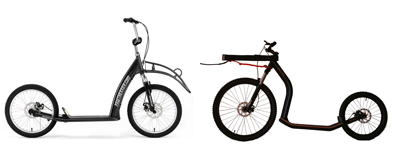
самокаты, используемые для дог-скутеринга

Наиболее часто применяются модели с диаметром переднего колеса 26 дюймов и заднего — 20, при этом рулевая вилка чаще всего амортизирующая и оба колеса должны быть оснащены тормозным механизмом. Использование самоката вместо горного велосипеда, делает спорт более безопасным, так как у спортсмена появляется возможность легко спрыгнуть с самоката в случае непредвиденных ситуаций.
Важно, чтобы самокат обладал широкими шинами и хорошей стабильностью, особенно для начинающих спортивных пар. Минимальный диаметр переднего колеса должен быть 16 дюймов, а заднего не менее 12 дюймов.

## Снаряжение
Для тренировок и заездов применяется ездовая экипировка состоящая из:

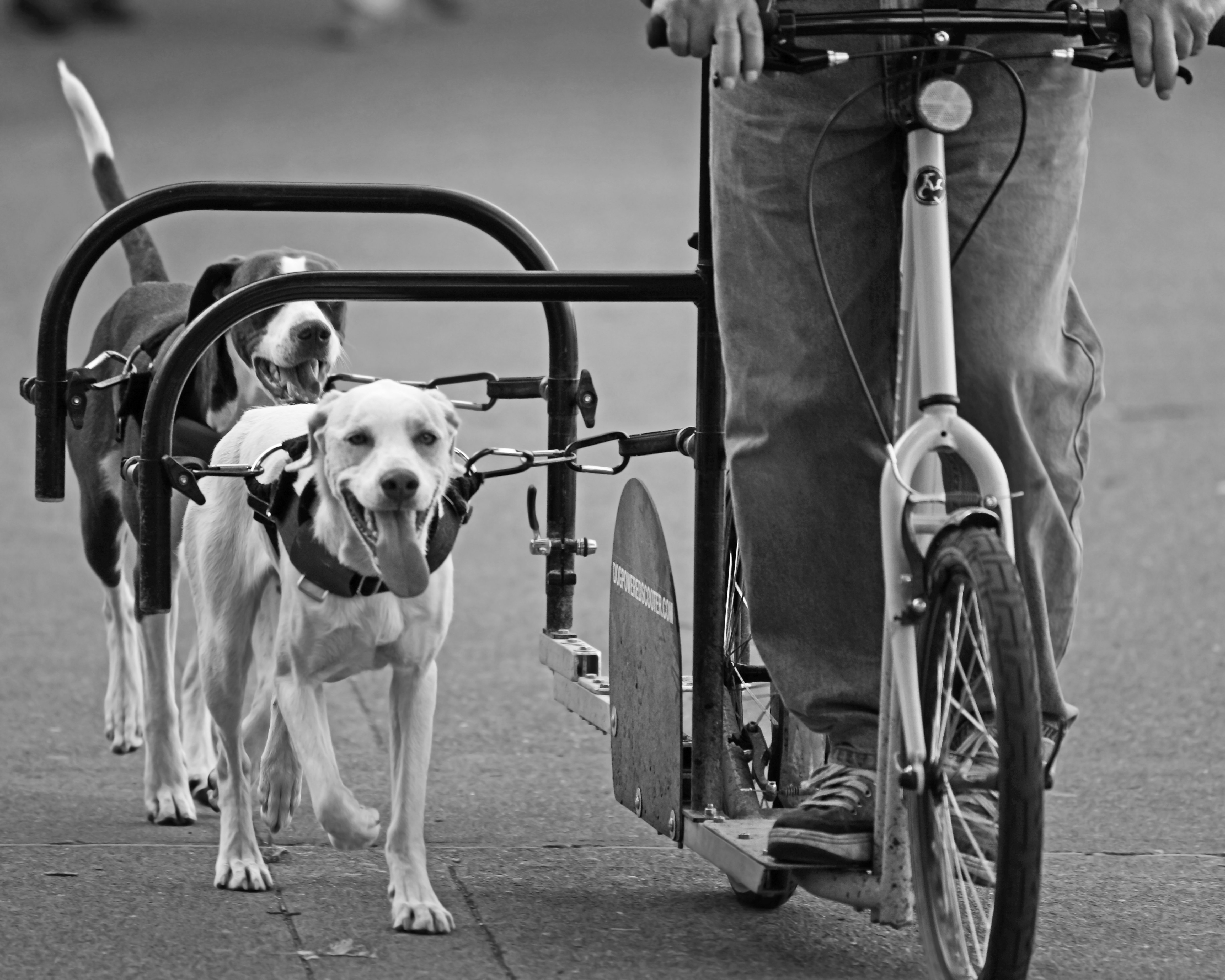
самокат с двумя боковыми спрингерами

- ездовой шлейки для собак, которая позволяет им комфортно тянуть самокат и спортсмена,
- потяга — специального шнура (длиной 2,5 метра) с амортизирующей вставкой на одном из концов, который соединяет шлейку и самокат,
- спрингера — средство защищающее потяг от попадания в колёса.
- самоката
- шлема для хендлера
- защитных ботинок для собак — если вы тренируетесь на жёстком покрытии, которое может травмировать подушки лап[5]

## Подготовка собаки

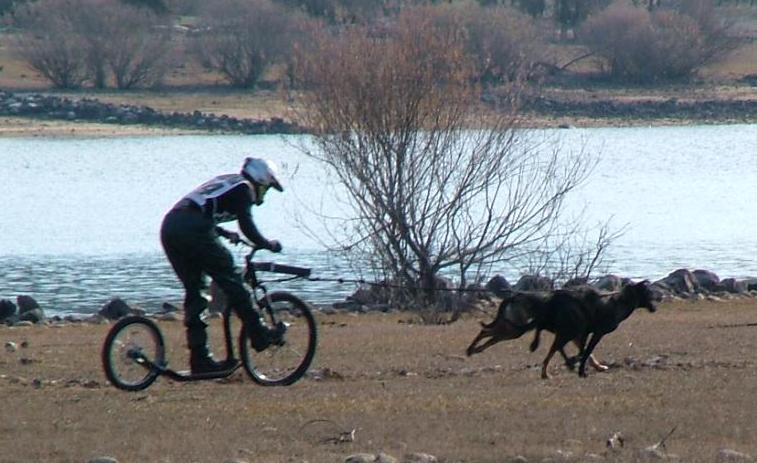
Два ездовых метиса буксируют скутер

Как и в других дисциплинах ездового спорта, ограничений по породам собак нет, однако собака должна быть достаточного размера, чтобы иметь возможность тянуть без опасности для здоровья. К гонкам допускаются собаки в возрасте от 18 месяцев. Собака-участник должна быть в отличной физической форме, обладать хорошим мышечным корсетом и мотивацией к работе.
До начала подготовки собаки для дог-скутеринга, важно самому обладать хорошим навыком езды. Не приступайте к обучению животного, если сами неуверенно чувствуете себя на скутере. Также не следует давать тягловую нагрузку в шлейке не окрепшему щенку, начинайте обучение с полностью физически сформированной взрослой собакой. 
На первых тренировках не давайте большой нагрузки на шлейку, не просите собаку тянуть в полную силу, пока она не привыкнет к задаче. Повышайте силу натяжения постепенно. Очень важны разминка и заминка до и после физической нагрузки. А также доступ к питьевой воде. Следует избегать тренировок в жару, собаки очень легко получают тепловой удар. 

## Соревнования
Соревнования проводятся в двух раздельных классах: скутер может тянуть одна собака или упряжка из двух собак. Дистанция может варьироваться, но чаще всего составляет от трех до десяти километров. Трассы прокладываются на естественном покрытии, никогда не проходят по асфальту. Гонщику разрешается не только ехать на скутере, но и отталкиваться ногой и даже бежать рядом со скутером. Запрещено только обгонять собаку. 
Крупнейшие и самые престижные соревнования по дог-скутерингу ежегодно проходят в рамках Чемпионата Мира IFSS(Международной Федерации Ездовых Видов Спорта) по Драйленду. 